# Reactive Orange 107
C.I. Reactive Orange 107 ist ein Monoazofarbstoff aus der anwendungstechnischen Gruppe der Reaktivfarbstoffe, der zum Färben von Baumwolle und Wolle verwendet wird.

## Herstellung
Die Synthese von C.I. Reactive Orange 107 (4) erfolgt durch Diazotierung von Parabaseester (1) und Kupplung der Diazoverbindung 2 mit 4-Acetamido-2-aminobenzolsulfonsäure (3):

## Verwendung
Reactive Orange 107 gehört zu den Vinylsulfonfarbstoffen und wurde 1982 durch die Hoechst AG zum Patent angemeldet. Das Produkt wurde der Handelsbezeichnung Remazol Goldgelb RNL vermarktet. Reactive Orange 107 ist einer der mengenmäßig größten und weltweit am häufigsten verwendeten Reaktivfarbstoffe.
Die Färbung von Cellulosefasern mit Reactive Orange 107 erfolgt in alkalischem Medium und ist ein zweistufiger Prozess. Zunächst bildet sich durch eine Eliminierungsreaktion die Vinylsulfon-Zwischenstufe des Farbstoffs, die im zweiten Schritt mit den Hydroxygruppen der Cellulose in einer Michael-Addition eine kovalente Etherbindung bildet. Durch die alkalischen Bedingungen in der Färbeflotte findet als unerwünschte Nebenreaktion die Hydrolyse der Vinylsulfongruppe zur 2-Hydroxyethylsulfongruppe statt, wobei gleichzeitig die Acetamidogruppe des Farbstoffs gespalten wird. Der entsprechende Farbstoff kann die Cellulosefaser nicht mehr färben und ist mit einem Anteil von 60 % die Hauptkomponente des hydrolysierten Farbstoffs. Eine zweite farbige Hauptkomponente im Hydrolysat ist eine dimere Verbindung, bei der zwei Farbstoffmoleküle über eine Etherbindung miteinander verknüpft sind.